# Joanna Hausmann
Joanna Hausmann Jatar (sinh ngày 20 tháng 3 năm 1989) là một diễn viên hài, nhà văn và nữ diễn viên người Mỹ gốc Venezuela, người nổi tiếng qua các video hài của cô trên YouTube cũng như trên kênh truyền hình song ngữ của Univision, Flama. Là một người nhập cư vào Hoa Kỳ, cô cũng có quốc tịch Mỹ.

## Đầu đời
Hausmann được sinh ra tại Leamington Spa, Warwickshire, Anh, Vương quốc Anh, có cha mẹ là người Venezuela trong thời gian học cao học tại Vương quốc Anh.

## Nghề nghiệp
Sê ri chương trình kỹ thuật số của cô Joanna Rants cố gắng thu hẹp khoảng cách khó khăn và thách thức định kiến thông qua sự hài hước. Cô đã giải quyết một loạt các chủ đề như giải thích các giọng Tây Ban Nha khác nhau trên khắp châu Mỹ Latinh, và so sánh các phong tục và chính trị của Mỹ và Mỹ Latinh.
Joanna là phóng viên của loạt phim Netflix Bill Nye Saving the World, được công chiếu vào ngày 21 tháng 4 năm 2017. Cô được tạp chí Inverse gọi là "ngôi sao bất ngờ". Cô cũng lồng tiếng cho một nhân vật định kỳ trong Định luật Milo Murphy của Disney Channel. Cô dự kiến sẽ lồng tiếng cho một nhân vật hoạt hình khác trong loạt phim ăn khách sắp tới của Monsters, Inc. từ Disney, Monsters at Work.
Joanna Hausmann đã giành giải Nghệ sĩ hài của năm và Nhà sáng tạo của năm tại Giải thưởng Tecla của Tây Ban Nha năm 2016  và được đề cử cho Giải thưởng ngắn hài hước hay nhất. Năm 2018, cô được Liên minh Truyền thông Tây Ban Nha Quốc gia vinh danh với giải thưởng Xuất sắc trong Kể chuyện Trực tuyến.